# Ed Manning
Edward  R. Manning, mais conhecido como Ed Manning (Summit, 2 de janeiro de 1943 - Fort Worth, 4 de março de 2011) foi um jogador profissional de basquete norte-americano. Ele foi também assistente técnico na NBA. Ele era o pai do ex-jogador da NBA Danny Manning.